# Хенкок
«Хенкок» (англ. Hancock) — фантастичний бойовик про супергероїв, знятий режисером Пітером Бергом в 2008 році. У головних ролях знялися Вілл Сміт та Шарліз Терон.
Фільм був показаний на військовій базі США на Близькому Сході за тиждень до прем'єри в США, безкоштовно для всіх військовослужбовців бази.
Спочатку фільм отримав рейтинг «R» за те, що герой Сміта вживає алкоголь у присутності неповнолітніх і літає в стані алкогольного сп'яніння.
Касові збори фільму станом на 18 серпня 2008 року склали $624 386 746.

## Сюжет
Відомий житель Лос-Анджелеса Джон Хенкок (Вілл Сміт) має незвичайну силу, здатність літати і невразливість до поранень. Своїми здібностями він користується, рятуючи життя людей і ловлячи злочинців. Проте робить це він вельми нестандартно, нерідко руйнуючи будинки, дороги і завдаючи іншого багатомільйонного збитку місту. При цьому він міцно випиває і огризається на незадоволених його витівками людей.
Одного разу Хенкок врятував фахівця з піару Рея Ембрі (Джейсон Бейтман). У подяку, а також з притаманного йому бажання допомагати людям, Рей пропонує Хенкокові змінити імідж: перетворитися з хамовитого супергероя-алкоголіка в ідеального супергероя коміксів. Для початку Хенкок, як законослухняний громадянин, сідає у в'язницю за весь той збиток, який він заподіяв співгромадянам. Рей постійно відвідує його і вчить різних прийомів, за допомогою яких можна підвищити свою популярність: акуратно злітати і приземлятися (і не на дорогі автомобілі), здійснювати подвиги в спеціальному костюмі, призначеному будь-якому героєві коміксів, говорити зустрічним поліцейським: «Good job!» (українською — «Молодці!»)
І досить скоро поліція покликала Хенкока на допомогу, коли банда пограбувала банк і взяла заручників. Цього разу герой дбав не тільки про нейтралізацію бандитів, а й про власний імідж і цілком досяг успіху в цьому. Тепер вдячні співгромадяни проводили його аплодисментами, а не образами, як це було раніше.
Розчулений Хенкок розповідає Рею і його дружині Мері (Шарліз Терон) свою сумну історію. Багато років тому він прийшов до тями у лікарні Маямі з проломленою головою і не пам'ятає, що було до цього. За минулі десятиліття (а саме 80 років) Хенкок нітрохи не змінився, і навіть пияцтво його не зістарило.
Несподівано з'ясовується, що Хенкок не єдиний супергерой в Лос-Анджелесі. Дружина Рея теж уміє літати і може запросто проломити стіну будинку. Хенкок дуже зацікавився цим феноменом, адже він може відкрити завісу над його минулим. Після довгих умовлянь, що супроводжуються супергеройськими бійками, рознісши частину Лос-Анджелеса, Мері зізналася, що три тисячі років вона була дружиною Хенкока, але розлучилася з ним сто років тому, бо вважала, що так буде краще для всіх. Виявляється, супергероїв створювали парами і, перебуваючи поруч, вони перетворюються на смертних людей і стають вразливими. Тому всі інші супергерої, що жили у щасливому шлюбі, вимерли, залишилися тільки двоє. Але Мері і Хенкок вже занадто довго пробули разом, і будь-яка куля, що раніше відскакувала від них, тепер може виявитися смертельною. Вони вже не раз були разом… І кожен раз їх намагалися знищити, кожен раз Хенкок рятував Мері і вони віддалялися одне від одного, але пізніше (через століття) знову сходились.
Тим часом з в'язниці втікають вороги Хенкока, що мріють звести з ним рахунки. У лікарняному комплексі зійдуться у вирішальній битві озброєні бандити і двоє останніх супергероїв.

## Актори
- Вілл Сміт — Джон Хенкок
- Шарліз Терон — Мері Ембрі
- Джейсон Бейтман — Рей Ембрі
- Джа Хед — Аарон
- Дег Ферч — Мішель
- Даррел Фостер — сержант поліції
- Едді Марсан
- Девід Метті

## Касові збори
Під час показу в Україні, що розпочався 10 липня 2008 року, протягом перших вихідних фільм демонстрували на 80 екранах, що дозволило йому зібрати 990 144 $ і посісти 1 місце в кінопрокаті того тижня. Фільм опустився на другу сходинку українського кінопрокату наступного тижня, хоч досі демонструвався на 80 екранах і зібрав за ті вихідні ще 364 964 $. Загалом фільм в кінопрокаті України пробув 11 тижнів і зібрав 2 145 629 $, посівши 5 місце серед найбільш касових фільмів 2008 року.

## Сіквел
14 вересня 2009 режисер першої серії Пітер Берг в інтерв'ю каналу MTV заявив, що Шарліз Терон і Вілл Сміт підтвердили свою участь у сиквелі фільму «Хенкок».

## Цікаві факти
- Походження імені головного героя пояснюється існуванням сталого виразу «Розпишись як Джон Генкок», «Мені потрібен твій Джон Генкок» або просто «Зроби Генкок», який у США означає прохання поставити свій підпис[5]. Походження цієї фрази пов'язане з каліграфічним підписом під декларацією незалежності США президента конгресу Джона Генкока (в дещо русифікованій транскрипції перекладачів тексту фільму — «Хенкок»).
- Так у фільмі, забувши своє власне ім'я через амнезію, герой Сміта вирішив, що його звуть Джон Генкок, неправильно зрозумівши ці слова медсестри в реанімації. Цей жарт щодо походження імені героя в російській версії було замінено, оскільки мало кому відомий вислів «Мені потрібен твій Генкок». В українській версії фільму ім'я Джон Генкок було повернене головному героєві, і медсестра розмовляла з ним як з «Джоном Генкоком».
- У фільмі один раз згадується супергерой Бетмен. Актора, що грає Рея Ембрі, звуть Джейсон Бейтман.